# Campionato estone di calcio
Il campionato estone di calcio (Eesti jalgpall) è organizzato su sei livelli. Il primo livello è la Meistriliiga, che ammette formazioni professionistiche, semiprofessionistiche e dilettanti.
Dal secondo livello in giù tutte le squadre sono dilettanti o formazioni riserve di squadre della Meistriliiga.
Fino al terzo livello il campionato è nazionale; dal quarto in giù è organizzato su base regionale.

## Storia
Il primo campionato fu disputato nel 1921: fu attivo fino all'annessione dell'Estonia all'Unione Sovietica. In seguito il campionato divenne un torneo regionale sovietico; il solo Kalev Tallinn partecipò al Campionato sovietico di calcio, potendo disputare in due occasioni la massima serie.
Con la ritrovata indipendenza il campionato fu organizzato su cinque livelli, due a livello nazionali (Meistriliiga ed Esiliiga), gli altri su base regionale. Dal 2013 fu introdotto, come terzo livello nazionale, l'Esiliiga B.

## Attuale sistema
Dal 2025 i livelli sono:
| Livelli | Divisioni                                                                                               | Divisioni                                                                                               | Divisioni                                                                                               | Divisioni                                                                                               | Divisioni                                                                                               | Divisioni                                                                                               | Divisioni                                                                                               | Divisioni                                                                                               | Divisioni                                                                                               | Divisioni                                                                                               | Divisioni                                                                                               | Divisioni                                                                                               | Divisioni                                                                                               | Divisioni                                                                                               | Divisioni                                                                                               | Divisioni                                                                                               | Divisioni                                                                                               | Divisioni                                                                                               | Divisioni                                                                                               | Divisioni                                                                                               | Divisioni                                                                                               | Divisioni                                                                                               |
| ------- | --- | --- | --- | --- | --- | --- | --- | --- | --- | --- | --- | --- | --- | --- | --- | --- | --- | --- | --- | --- | --- | --- |
| 1       | Meistriliiga 10 club 1 retrocessione diretta+1 squadra spareggia                                        | Meistriliiga 10 club 1 retrocessione diretta+1 squadra spareggia                                        | Meistriliiga 10 club 1 retrocessione diretta+1 squadra spareggia                                        | Meistriliiga 10 club 1 retrocessione diretta+1 squadra spareggia                                        | Meistriliiga 10 club 1 retrocessione diretta+1 squadra spareggia                                        | Meistriliiga 10 club 1 retrocessione diretta+1 squadra spareggia                                        | Meistriliiga 10 club 1 retrocessione diretta+1 squadra spareggia                                        | Meistriliiga 10 club 1 retrocessione diretta+1 squadra spareggia                                        | Meistriliiga 10 club 1 retrocessione diretta+1 squadra spareggia                                        | Meistriliiga 10 club 1 retrocessione diretta+1 squadra spareggia                                        | Meistriliiga 10 club 1 retrocessione diretta+1 squadra spareggia                                        | Meistriliiga 10 club 1 retrocessione diretta+1 squadra spareggia                                        | Meistriliiga 10 club 1 retrocessione diretta+1 squadra spareggia                                        | Meistriliiga 10 club 1 retrocessione diretta+1 squadra spareggia                                        | Meistriliiga 10 club 1 retrocessione diretta+1 squadra spareggia                                        | Meistriliiga 10 club 1 retrocessione diretta+1 squadra spareggia                                        | Meistriliiga 10 club 1 retrocessione diretta+1 squadra spareggia                                        | Meistriliiga 10 club 1 retrocessione diretta+1 squadra spareggia                                        | Meistriliiga 10 club 1 retrocessione diretta+1 squadra spareggia                                        | Meistriliiga 10 club 1 retrocessione diretta+1 squadra spareggia                                        | Meistriliiga 10 club 1 retrocessione diretta+1 squadra spareggia                                        | Meistriliiga 10 club 1 retrocessione diretta+1 squadra spareggia                                        |
| 2       | Esiliiga 10 club 1 promozione diretta+1 squadra spareggia 2 retrocessioni dirette+1 squadra spareggia   | Esiliiga 10 club 1 promozione diretta+1 squadra spareggia 2 retrocessioni dirette+1 squadra spareggia   | Esiliiga 10 club 1 promozione diretta+1 squadra spareggia 2 retrocessioni dirette+1 squadra spareggia   | Esiliiga 10 club 1 promozione diretta+1 squadra spareggia 2 retrocessioni dirette+1 squadra spareggia   | Esiliiga 10 club 1 promozione diretta+1 squadra spareggia 2 retrocessioni dirette+1 squadra spareggia   | Esiliiga 10 club 1 promozione diretta+1 squadra spareggia 2 retrocessioni dirette+1 squadra spareggia   | Esiliiga 10 club 1 promozione diretta+1 squadra spareggia 2 retrocessioni dirette+1 squadra spareggia   | Esiliiga 10 club 1 promozione diretta+1 squadra spareggia 2 retrocessioni dirette+1 squadra spareggia   | Esiliiga 10 club 1 promozione diretta+1 squadra spareggia 2 retrocessioni dirette+1 squadra spareggia   | Esiliiga 10 club 1 promozione diretta+1 squadra spareggia 2 retrocessioni dirette+1 squadra spareggia   | Esiliiga 10 club 1 promozione diretta+1 squadra spareggia 2 retrocessioni dirette+1 squadra spareggia   | Esiliiga 10 club 1 promozione diretta+1 squadra spareggia 2 retrocessioni dirette+1 squadra spareggia   | Esiliiga 10 club 1 promozione diretta+1 squadra spareggia 2 retrocessioni dirette+1 squadra spareggia   | Esiliiga 10 club 1 promozione diretta+1 squadra spareggia 2 retrocessioni dirette+1 squadra spareggia   | Esiliiga 10 club 1 promozione diretta+1 squadra spareggia 2 retrocessioni dirette+1 squadra spareggia   | Esiliiga 10 club 1 promozione diretta+1 squadra spareggia 2 retrocessioni dirette+1 squadra spareggia   | Esiliiga 10 club 1 promozione diretta+1 squadra spareggia 2 retrocessioni dirette+1 squadra spareggia   | Esiliiga 10 club 1 promozione diretta+1 squadra spareggia 2 retrocessioni dirette+1 squadra spareggia   | Esiliiga 10 club 1 promozione diretta+1 squadra spareggia 2 retrocessioni dirette+1 squadra spareggia   | Esiliiga 10 club 1 promozione diretta+1 squadra spareggia 2 retrocessioni dirette+1 squadra spareggia   | Esiliiga 10 club 1 promozione diretta+1 squadra spareggia 2 retrocessioni dirette+1 squadra spareggia   | Esiliiga 10 club 1 promozione diretta+1 squadra spareggia 2 retrocessioni dirette+1 squadra spareggia   |
| 3       | Esiliiga B 10 club 2 promozioni dirette+1 squadra spareggia 2 retrocessioni dirette+1 squadra spareggia | Esiliiga B 10 club 2 promozioni dirette+1 squadra spareggia 2 retrocessioni dirette+1 squadra spareggia | Esiliiga B 10 club 2 promozioni dirette+1 squadra spareggia 2 retrocessioni dirette+1 squadra spareggia | Esiliiga B 10 club 2 promozioni dirette+1 squadra spareggia 2 retrocessioni dirette+1 squadra spareggia | Esiliiga B 10 club 2 promozioni dirette+1 squadra spareggia 2 retrocessioni dirette+1 squadra spareggia | Esiliiga B 10 club 2 promozioni dirette+1 squadra spareggia 2 retrocessioni dirette+1 squadra spareggia | Esiliiga B 10 club 2 promozioni dirette+1 squadra spareggia 2 retrocessioni dirette+1 squadra spareggia | Esiliiga B 10 club 2 promozioni dirette+1 squadra spareggia 2 retrocessioni dirette+1 squadra spareggia | Esiliiga B 10 club 2 promozioni dirette+1 squadra spareggia 2 retrocessioni dirette+1 squadra spareggia | Esiliiga B 10 club 2 promozioni dirette+1 squadra spareggia 2 retrocessioni dirette+1 squadra spareggia | Esiliiga B 10 club 2 promozioni dirette+1 squadra spareggia 2 retrocessioni dirette+1 squadra spareggia | Esiliiga B 10 club 2 promozioni dirette+1 squadra spareggia 2 retrocessioni dirette+1 squadra spareggia | Esiliiga B 10 club 2 promozioni dirette+1 squadra spareggia 2 retrocessioni dirette+1 squadra spareggia | Esiliiga B 10 club 2 promozioni dirette+1 squadra spareggia 2 retrocessioni dirette+1 squadra spareggia | Esiliiga B 10 club 2 promozioni dirette+1 squadra spareggia 2 retrocessioni dirette+1 squadra spareggia | Esiliiga B 10 club 2 promozioni dirette+1 squadra spareggia 2 retrocessioni dirette+1 squadra spareggia | Esiliiga B 10 club 2 promozioni dirette+1 squadra spareggia 2 retrocessioni dirette+1 squadra spareggia | Esiliiga B 10 club 2 promozioni dirette+1 squadra spareggia 2 retrocessioni dirette+1 squadra spareggia | Esiliiga B 10 club 2 promozioni dirette+1 squadra spareggia 2 retrocessioni dirette+1 squadra spareggia | Esiliiga B 10 club 2 promozioni dirette+1 squadra spareggia 2 retrocessioni dirette+1 squadra spareggia | Esiliiga B 10 club 2 promozioni dirette+1 squadra spareggia 2 retrocessioni dirette+1 squadra spareggia | Esiliiga B 10 club 2 promozioni dirette+1 squadra spareggia 2 retrocessioni dirette+1 squadra spareggia |
| 4       | II Liiga 16 club 1 girone su base regionale.                                                            | II Liiga 16 club 1 girone su base regionale.                                                            | II Liiga 16 club 1 girone su base regionale.                                                            | II Liiga 16 club 1 girone su base regionale.                                                            | II Liiga 16 club 1 girone su base regionale.                                                            | II Liiga 16 club 1 girone su base regionale.                                                            | II Liiga 16 club 1 girone su base regionale.                                                            | II Liiga 16 club 1 girone su base regionale.                                                            | II Liiga 16 club 1 girone su base regionale.                                                            | II Liiga 16 club 1 girone su base regionale.                                                            | II Liiga 16 club 1 girone su base regionale.                                                            | II Liiga 16 club 1 girone su base regionale.                                                            | II Liiga 16 club 1 girone su base regionale.                                                            | II Liiga 16 club 1 girone su base regionale.                                                            | II Liiga 16 club 1 girone su base regionale.                                                            | II Liiga 16 club 1 girone su base regionale.                                                            | II Liiga 16 club 1 girone su base regionale.                                                            | II Liiga 16 club 1 girone su base regionale.                                                            | II Liiga 16 club 1 girone su base regionale.                                                            | II Liiga 16 club 1 girone su base regionale.                                                            | II Liiga 16 club 1 girone su base regionale.                                                            | II Liiga 16 club 1 girone su base regionale.                                                            |
| 5       | II Liiga B 28 club 2 gironi su base regionale.                                                          | II Liiga B 28 club 2 gironi su base regionale.                                                          | II Liiga B 28 club 2 gironi su base regionale.                                                          | II Liiga B 28 club 2 gironi su base regionale.                                                          | II Liiga B 28 club 2 gironi su base regionale.                                                          | II Liiga B 28 club 2 gironi su base regionale.                                                          | II Liiga B 28 club 2 gironi su base regionale.                                                          | II Liiga B 28 club 2 gironi su base regionale.                                                          | II Liiga B 28 club 2 gironi su base regionale.                                                          | II Liiga B 28 club 2 gironi su base regionale.                                                          | II Liiga B 28 club 2 gironi su base regionale.                                                          | II Liiga B 28 club 2 gironi su base regionale.                                                          | II Liiga B 28 club 2 gironi su base regionale.                                                          | II Liiga B 28 club 2 gironi su base regionale.                                                          | II Liiga B 28 club 2 gironi su base regionale.                                                          | II Liiga B 28 club 2 gironi su base regionale.                                                          | II Liiga B 28 club 2 gironi su base regionale.                                                          | II Liiga B 28 club 2 gironi su base regionale.                                                          | II Liiga B 28 club 2 gironi su base regionale.                                                          | II Liiga B 28 club 2 gironi su base regionale.                                                          | II Liiga B 28 club 2 gironi su base regionale.                                                          | II Liiga B 28 club 2 gironi su base regionale.                                                          |
| 6       | III Liiga 32 club 4 gironi su base regionale.                                                           | III Liiga 32 club 4 gironi su base regionale.                                                           | III Liiga 32 club 4 gironi su base regionale.                                                           | III Liiga 32 club 4 gironi su base regionale.                                                           | III Liiga 32 club 4 gironi su base regionale.                                                           | III Liiga 32 club 4 gironi su base regionale.                                                           | III Liiga 32 club 4 gironi su base regionale.                                                           | III Liiga 32 club 4 gironi su base regionale.                                                           | III Liiga 32 club 4 gironi su base regionale.                                                           | III Liiga 32 club 4 gironi su base regionale.                                                           | III Liiga 32 club 4 gironi su base regionale.                                                           | III Liiga 32 club 4 gironi su base regionale.                                                           | III Liiga 32 club 4 gironi su base regionale.                                                           | III Liiga 32 club 4 gironi su base regionale.                                                           | III Liiga 32 club 4 gironi su base regionale.                                                           | III Liiga 32 club 4 gironi su base regionale.                                                           | III Liiga 32 club 4 gironi su base regionale.                                                           | III Liiga 32 club 4 gironi su base regionale.                                                           | III Liiga 32 club 4 gironi su base regionale.                                                           | III Liiga 32 club 4 gironi su base regionale.                                                           | III Liiga 32 club 4 gironi su base regionale.                                                           | III Liiga 32 club 4 gironi su base regionale.                                                           |
| 7       | IV Liiga 16 club 2 gironi su base regionale.                                                            | IV Liiga 16 club 2 gironi su base regionale.                                                            | IV Liiga 16 club 2 gironi su base regionale.                                                            | IV Liiga 16 club 2 gironi su base regionale.                                                            | IV Liiga 16 club 2 gironi su base regionale.                                                            | IV Liiga 16 club 2 gironi su base regionale.                                                            | IV Liiga 16 club 2 gironi su base regionale.                                                            | IV Liiga 16 club 2 gironi su base regionale.                                                            | IV Liiga 16 club 2 gironi su base regionale.                                                            | IV Liiga 16 club 2 gironi su base regionale.                                                            | IV Liiga 16 club 2 gironi su base regionale.                                                            | IV Liiga 16 club 2 gironi su base regionale.                                                            | IV Liiga 16 club 2 gironi su base regionale.                                                            | IV Liiga 16 club 2 gironi su base regionale.                                                            | IV Liiga 16 club 2 gironi su base regionale.                                                            | IV Liiga 16 club 2 gironi su base regionale.                                                            | IV Liiga 16 club 2 gironi su base regionale.                                                            | IV Liiga 16 club 2 gironi su base regionale.                                                            | IV Liiga 16 club 2 gironi su base regionale.                                                            | IV Liiga 16 club 2 gironi su base regionale.                                                            | IV Liiga 16 club 2 gironi su base regionale.                                                            | IV Liiga 16 club 2 gironi su base regionale.                                                            |